# 綠色政治
綠色政治是一個將目標放在生態及環境上的政治思想，他們透過草根式、參與式的民主制度來達成目標。綠色政治是由綠色運動參與者所提倡，他們從1980年代開始在世界各地成立綠黨。「綠色」（Green）翻譯自德文的「Grün」，是來自於世界上第一個成功的綠黨，成立於1970年代晚期的德國綠黨（die Grünen）。「政治生態學」則用在歐洲和學術界。
綠色政治支持者稱為「綠人」，分享有關生態運動、保育運動、環境運動、女權運動和和平主義等想法。除了民主和生態議題，綠色政治也關心公民自由、社會正義和非暴力。

## 歷史與影響

山脈社

綠色政治的擁護者將綠色政治視為更高層的世界觀，而不只是單純的政治思想。綠色政治的道德立場來自於許多方面，從原住民的價值，到聖雄甘地、斯賓諾莎和于克斯屈尔的道德思想。這些人提倡七代永續的遠見影響綠色思想，與作出道德選擇的個人責任。
在現代「環境保護主義」出現之前，就已有人憂心人類活動對大自然造成的不良後果。最早在古羅馬及中國，當時社會評論家已開始抱怨空氣、水和噪音汙染。
環境保護主義最早可追溯自啟蒙思想家，如法國的盧梭，和之後的美國作家梭羅。有組織的環境保護主義開始於19世紀末期的歐洲和美國，作為工業革命和其無限制擴展經濟的反動。
「綠色政治」最初是保育運動，如1892年成立於舊金山的山脈社。
來由已不可考的「生態法西斯主義」在德國興起，現代綠黨開始成為重要的政治勢力。 而且政治上的綠黨和新法西斯政黨在外表有許多相似之處。
綠人的主張使用了生態學上的專有名詞，以及有關環境保護主義、深層生態學、女權主義、和平主義、無政府主義、自由社會主義、社會民主主義、生態社會主義和社會生態學的政策。1970年代，這些運動逐漸增加影響力，綠色政治結合這些目標成為新興哲學。
1972年3月，世界上第一個綠黨塔斯馬尼亞團結組織（United Tasmania Group）在澳洲荷巴特的一場公眾集會中成立。1972年5月，價值黨（Values Party）在紐西蘭惠靈頓維多利亞大學的一場會議中成立，這也是世界第一個角逐國會席次的全國性綠黨。 一年後的1973年，歐洲第一個綠黨，英國生態黨（Ecology Party）開始運作。
德國綠黨不是第一個在全國參選的綠黨，但他們吸引了最多媒體的目光。綠黨在1980年第一次加入全國選舉。綠黨最初是一些訴求未被主要政黨重視的公民團體及政治運動的臨時聯盟。在1979年歐洲選舉結束後，他們召開會議，確立了聯盟中所有團體都同意作為黨綱基礎的綠黨四大支柱（Four Pillars of the Green Party），並將所有團體結合成為單一政黨。這份原則聲明之後被世界上其他綠黨所使用。他們也是第一個在黨名使用綠色（在德文是「Grün」）和向日葵標誌的政黨。1980年，綠黨在德國聯邦議院贏得27席。
加拿大第一次踏入綠色政治是在1980年聯邦選舉，濱海省份的11位獨立參選人（包含一位蒙特婁和一位多倫多參選人）以「小黨」（Small Party）的名義參加選舉。（現今加拿大綠黨主席伊莉莎白·梅是當時發起人，也是11位獨立參選人之一）。受到E·F·舒马赫《小即是美》的啟發，小黨參選人將反核作為這次選舉的訴求。雖然他們並未登記為正式政黨，但讓一些關係者決定在1983年成立加拿大綠黨（安大略綠黨和不列顛哥倫比亞綠黨也在同年成立）。2011年大選綠黨首次取得議席。

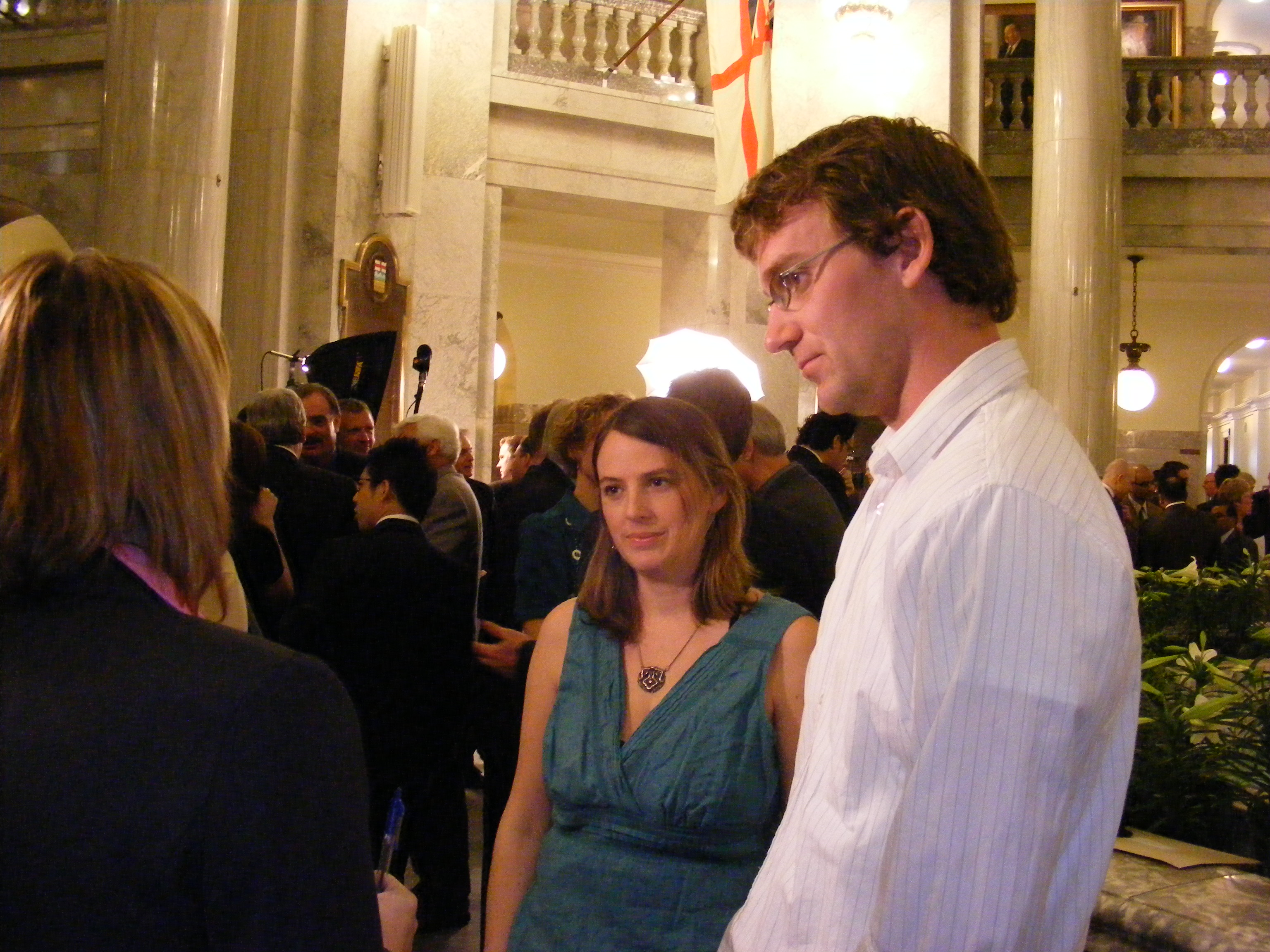
2009年綠色政治大會

1995年，芬蘭綠色聯盟是第一個進入內閣的歐洲綠黨。
接著從1998年到2005年，德國綠黨與德國社會民主黨組成中間偏左紅綠聯盟執政。2001年綠黨與社民黨達成協議，逐步終止德國境內使用核能發電，並支持德國總理施洛德出兵2001年阿富汗戰爭。雖然這行為與綠黨反戰的立場並不一致，但這也證明了他們能處理困難的政治交易，並達致一定程度的妥協。

## 信念
自從綠色政治成為一項政治思想後，被定義為有幾項關鍵的信念。德國綠黨起草了最早的聲明，稱為「綠黨四大支柱」。這四大支柱之後被世界上許多綠黨用來作為綠色思想的基本聲明：
- 生態智慧
- 社會正義
- 草根民主
- 非暴力

1984年，Green Committees of Correspondence 在美國將四大支柱擴大為十大關鍵價值，其增加的項目有：
- 權力分散
- 社區經濟（Community-based economics）
- 後父權價值觀（之後轉為女權主義）
- 尊重多樣性（Respect for diversity）
- 全球責任
- 未來焦點

2001年，全球綠黨成立。全球綠色憲章定義了六大指導原則：
- 生態智慧
- 社會正義
- 參與式民主
- 非暴力
- 滿足當代需求而不犧牲下代需求的永續
- 尊重多元

## 发展条件
綠色思想強調參與式民主及「全球思維，在地行動」（Think Globally, Act Locally）的原則。理想的綠黨被認為要從基層發展，從鄰里、市鎮、（生態）地區到全國層次。這目標必須透過共識決策程序。強大的地方聯盟被視為突破高階選舉的首要條件。在歷史上，綠黨的茁壯是由某個可讓綠黨貼近民眾的議題所引發。舉例來說，德國綠黨的反核立場讓他們贏得了聯邦選舉的第一次勝利。

## 世界組織
目前綠黨的全球組織一直不斷成長。綠黨的第一次全球會議選在聯合國環境和發展會議召開之前，在同地點的里約熱內盧舉行。這場會議有來自28個國家超過200位綠人出席。2001年，第一次正式全球綠黨集會在坎培拉舉行，共有來自72個國家超過800位綠黨人士出席。第二次全球綠黨集會預計在2008年的肯亞奈洛比舉行。
全球綠黨的架構最早出現於1990年。在里約熱內盧的綠黨全球會議結束後，全球綠黨指導委員會成立，每一洲有兩位委員。1993年，全球綠黨指導委員會在墨西哥市開會，准許一個包含全球綠黨行事曆、全球綠黨公報、全球綠黨目錄的全球綠色網絡成立。目錄在隔年發行了不同版本。1996年，世界各地69個綠黨簽署共同宣言，反對法國在南太平洋的核子武器試驗，這是全球綠黨針對當今議題的第一份聲明。第二份聲明在1997年12月發表，表達對京都議定書的關注。
2001年坎培拉全球集會，來自72個國家的綠黨代表制定了全球綠色憲章，定義了六大指導原則。這次集會在全體一致同意下決議成立「全球綠黨網絡」（Global Green Network, GGN）。全球綠色網絡由各綠黨代表所組成。在同次決議中，還設立了另一個組織「全球綠黨協調」（Global Green Coordination, GGC）。全球綠黨協調由各地區聯盟（非洲、歐洲、美洲、亞太地區，見下文）的三位代表所組成。全球綠黨協調溝通大部分是使用電子郵件。任何協議都必須全體成員一致同意。全球綠黨協調會確認由世界各地綠黨所發起的全球運動。另外他們可能會替某個獨立綠黨的聲明背書。例如全球綠黨協調支持美國綠黨對於以巴衝突的聲明。
另外，全球綠黨集會也是一個讓各組織互相合作的非正式關係網絡。舉例來說，保護被提名為世界遺產的新喀里多尼亞珊瑚礁運動，是由新喀里多尼亞綠黨、當地原住民領導人、法國綠黨、澳洲綠黨共同參與。 另一個例子是有關哥倫比亞氧氣綠黨領導人英格麗德·貝當古。英格麗德·貝當古和競選經理 Claire Rojas 在2002年3月7日遭到哥倫比亞革命武裝力量（FARC）綁架。貝當古曾在坎培拉集會發言，並結識了許多好友。因此，世界上許多綠黨一同向當地政府施壓。例如，非洲地區和奧地利、加拿大、巴西、祕魯、墨西哥、法國、蘇格蘭、瑞典和其他地區的綠黨發起釋放貝當古的運動。 2008年7月2日，兩人被哥倫比亞軍方拯救，連同另外14名人質重獲自由。

### 世界綠色會議
除了全球綠黨集會外，還有全球綠黨會議（Global Green Meetings）。例如，有次全球綠黨會議就舉行在約翰尼斯堡的世界永續發展高峰會（World Summit on Sustainable Development）。共有來自澳洲、台灣、韓國、南非、模里西斯、烏干達、喀麥隆、賽普勒斯、義大利、法國、比利時、德國、芬蘭、瑞典、挪威、美國、墨西哥和智利等國家與地區的綠黨參與。全球綠黨會議討論了非洲地區的綠黨情況、聽取前美國加州聖塔莫尼卡市長麥克·費斯坦（Mike Feinstein）有關設立全球綠黨網絡網站的報告、討論讓全球綠黨協調運作更加順暢的方式、和決定全球綠黨之後將發布的兩項聲明主題：伊拉克問題和在坎昆舉行的世界貿易組織會議。

### 綠色聯盟
全球綠黨的成員由四大洲綠色組織所組成：
- 非洲綠黨聯盟
- 美洲綠黨聯盟
- 亞太綠黨聯盟
- 歐洲綠黨聯盟

歐洲綠黨聯盟為了2004年6月舉行的歐洲議會選舉，在2004年2月22日正式改名為歐洲綠黨， 之後目標是完成跨國整合。

## 綠色議題

### 經濟
綠色經濟專注的範圍從生物圈的健康到生活品質。因此，大部分綠人不信任資本主義，認為資本主義重視經濟增長而忽略了生態健康。經濟增長的「總成本」也包含了對生物圈的傷害，這對綠色政治是無法接受的。綠色經濟認為這是「不經濟增長」（uneconomic growth）— 原料增加但是降低了生活總品質。 
一些綠人將生產主義（Productivism）、消費主義和科學主義視為「灰色」，與「綠色」作對比。「灰色」暗示著年老、混凝土、了無生氣。
因此，綠色政治支持者提倡保護環境的經濟政策。綠人希望政府停止補貼浪費資源或汙染環境的公司。目前一些綠黨希望能停止對汽車業和農業綜合企業的補貼，認為他們可能會傷害人體健康。相反地，綠人希望能透過生態稅（Ecotax）鼓勵生產者和消費者雙方作出對環境有力的選擇。
綠色經濟是完全反全球化。經濟全球化被認為將威脅到福利，單一貿易經濟將會取代自然環境和本土文化，稱為「全球經濟單一化」（Global economic monoculture，即「新極權主義」）。
自從綠色經濟開始強調生態圈的健康，一個在傳統政治光譜左右兩派之外的議題，讓綠色政治產生結合社會主義或資本主義等不同的想法。左派的綠人通常被認為是生態社會主義者，結合生態學、環境保護主義與社會主義、馬克思主義，並指責資本主義制度的環境質損（Environmental Degradation）、社會不正義、不平等與衝突。另一方面，生態資本主義者相信自由市場制度在配合一些調整後，能夠解決生態問題

### 參與式民主
從一開始，綠色政治就強調本土、草根階層的政治活動和決策。公民在關於他們生活和環境的決策中扮演直接的角色是十分重要的。因此，無論情況是否合適，綠色政治會以直接公民涉入（citizen involvement）和共識決策法為基礎，尋求增加審議民主（Deliberative Democracy）的任務。
綠色政治也促進了個人的政治活動，如道德消費，或購買製造過程符合環境道德標準的產品。甚至，有許多綠黨強調本土或地區性的個人和草根活動甚於選舉政治。在歷史上，綠黨崛起於地方階層，漸漸獲得影響力並擴展到地區或省級政治，當擁有地方強力網絡作為支援之後，才會進入全國政治。
另外，許多綠人認為政府不應該對本土產品和貿易徵稅。一些綠人提倡組織新的管理單位以增加地方控制，包括都市分離（Urban secession）和生物區域民主制（Bioregional democracy）。

### 其他議題
綠色政治反核，反對增加持久性有機污染物，堅持預防原則（Precautionary principle）－除非科技不會對生物圈的生命或健康造成危害，不然就應拒絕使用。德國和瑞典已開始關閉核能設備。
在非暴力的精神中，綠色政治反對反恐戰爭和削減基本權，而專注在培養戰亂地區的審議民主以及建立增加女性地位的公民社會。
雖然美國的綠人「呼籲結束毒品戰爭（War on Drugs）」和「無被害者犯罪（Victimless crime）合法化」，但他們也呼籲用「堅定的執法態度對抗暴力犯罪，包括毒品的非法交易」。
一般綠黨的政見支持對化石燃料徵稅、限制基因改造生物以及保護生態區（Ecoregion）或群落。為了他們保護多樣性的承諾，綠人時常承諾要維持或保護當地原住民的社群、語言和傳統。其中一個例子就是愛爾蘭綠黨保護愛爾蘭語的承諾。

## 目前
雖然綠色政治常被認為包含了綠色無政府主義、生態無政府主義、反核運動和和平運動，但這些活動參與者時常宣稱未和任何政黨結盟。也有些人認為綠色政治包含女權主義、和平主義和動物解放運動。大部分的綠人支持特殊政策以給予女性權利，特別是母親。另外他們也反戰、減少衝突、停止擴散在衝突中使用或可能導致衝突的科技。
左派的綠人支持生態社會主義，一個結合生態學、環境保護主義、社會主義、馬克思主義的意識形態，批評資本主義制度造成生態危機、社會排斥、不平等與衝突。許多綠黨並不是明確的生態社會主義政黨，但世界上大部分綠黨有龐大的生態社會主義者。
這也讓一些右派人士稱綠黨為「西瓜」 — 外表是綠色，但內在是紅色（社會主義）。不少綠黨均比社會民主主義政黨立場更左。
一些中間派綠人遵循喬治自由意志主義（Geolibertarianism）觀點，強調綠色資本主義（Natural capitalism） — 將勞工與服務上的稅金轉移至人類藉由自然世界所創造的財富上。綠人在觀察生物爭奪配偶、地盤、食物、生態環境的角度，以及認知與政治上的觀點都有所不同。 這些差異導致了道德上、政策制定、和公共決議的爭論。事實上，世界上沒有唯一的「綠色道德」。